# Occhieppo Inferiore
Occhieppo Inferiore (piemontiul: Ij Cep ëd Sota) település Olaszországban, Piemont régióban, Biella megyében. Lakosainak száma 3757 fő (2023. január 1.). Occhieppo Inferiore Biella, Camburzano, Mongrando, Ponderano és Occhieppo Superiore községekkel határos.

## Népesség
A település lakossága az elmúlt években az alábbi módon változott:
| Lakosok száma | 3961 | 3965 | 3757 |
|               | 2017 | 2018 | 2023 |